# Pedro Díaz Muñoz
Pedro Díaz Muñoz (n. Talavera de la Reina, Toledo, España, 18 de junio de 1977), más conocido como Pedro Díaz, es un exfutbolista y entrenador de fútbol español, que actualmente dirige al Linares Deportivo de la Segunda Federación de España.

## Carrera deportiva

### Como jugador
Pedro comenzó su carrera como jugador en las categorías inferiores del Atlético de Madrid y alternaba las posiciones de extremo y delantero, antes de llegar en 1996 al Talavera Club de Fútbol para disputar la Segunda División B de España. En la temporada 99-00 es cedido a la Agrupación Deportiva Torpedo 66 con el que logran meterse por primera vez en la historia del club en el play off de ascenso a Segunda División B, en la Segunda División B de España 2002-03 a mitad de temporada se marcha al Novelda CF, retornando la temporada siguiente de nuevo al Talavera hasta el año 2005 donde firma por el Club Deportivo Linares en el que está 3 temporadas y en el que logra jugar 2 play off de ascenso a Segunda División. Las tres temporadas siguientes juega tanto en la Asociación Deportiva Ceuta y Club Deportivo Puertollano. Vuelve en el 2012 a su ciudad natal en el refundado Club de Fútbol Talavera de la Reina donde permanece hasta el año 2017 ya retirándose como jugador.

### Como entrenador
En 2017, tras colgar las botas comenzó a dirigir en las diferentes categorías inferiores del Club de Fútbol Talavera de la Reina.
En la temporada 2019-20, se hace cargo del equipo juvenil "B" del Grupo XV de la Liga Nacional.
En la temporada 2020-21, dirige al juvenil "A" del Grupo 7-A de la División de Honor de Juveniles.
En la temporada 2021-22, firma por el CF Talavera "B" de la Primera Autonómica Preferente, con el que logra el ascenso a la Tercera Federación.
Comienza la temporada 2022-23, dirigiendo al CF Talavera "B" en la Tercera Federación.
El 25 de octubre de 2022, firma como entrenador del primer equipo del Club de Fútbol Talavera de la Reina de la Primera Federación, tras la destitución de Rubén Gala.
Sigue como entrenador en la temporada 2023-2024 en Segunda Federación con el objetivo de devolver al equipo a primera federación,tras un gran inicio donde el equipo es líder destacado varias semanas y llegando a la final de la Copa Federación (España), el equipo coge una mala de racha de juego y resultados dejándole fuera de la eliminatoria, por lo que los dueños del club le cesan el 8 de abril (a 4 jornadas de acabar la Liga) después de que en la jornada 30 empatara a 1 contra la Agrupación Deportiva Llerenense en el Municipal El Prado.
En diciembre de 2024 firma como entrenador del Linares Deportivo

## Trayectoria

### Como entrenador
| Club                                    | País   | Año       |
| --------------------------------------- | ------ | --------- |
| Club de Fútbol Talavera de la Reina "B" | España | 2021-2022 |
| C.F. Talavera                           | España | 2022-2024 |